# Le Beugnon
Le Beugnon korábbi község Franciaország Új-Aquitania régiójában, Deux-Sèvres megyében. 2019. január 1-jén La Chapelle-Thireuil korábbi községgel egyesült és az így létrejött Beugnon-Thireuil új község része lett.
Lakosainak száma 283 fő (2018. január 1.). Le Beugnon La Chapelle-Thireuil, Fenioux, Secondigny és Vernoux-en-Gâtine községekkel határos.

## Népesség
A település népességének változása:
| Lakosok száma | 302  | 295  | 292  | 285  | 283  |
|               | 2013 | 2015 | 2016 | 2017 | 2018 |